# Дом призрения в память Николая и Елены Брусницыных
Дом призрения в память Николая и Елены Брусницыных — памятник архитектуры. Расположен в Василеостровском районе Санкт-Петербурга, современный адрес дома — Косая линия, 15А.
Для организации учреждения в память о своих родителях Николай, Александр и Георгий Николаевичи Брусницыны потратили около 1 миллиона рублей (1,5 млн руб по другим источникам), после чего пожертвовали заведение Городскому Общественному Управлению.
Главное здание и его флигели построены в 1895—1896 годах по проекту Павла Юльевича Сюзора. Освящение прошло в декабре 1897 года (в день пятидесятилетия кожевенного завода), на нём присутствовали А. П. Ольденбургский и Иоанн Кронштадтский.
На 1903 год на здании была размещена мраморная доска о том, что учреждение посетили и сочли хорошим («изволили выразить полное удовольствие») Николай II и Александра Фёдоровна.
В здании были расположены богадельня, церковь с хорами в строго-византийском стиле, приют и трёхгодичное одноклассное училище с рукодельной, сапожной и переплётной мастерскими (отдельные школы для девочек и для мальчиков), вокруг был разбит сад. В приют принимались дети любого пола от 6 до 12 лет, в здании размещалось «более ста детей и около 50 стариков» (160 и 60 по сообщению на 1898 год, 120 и 180 по другим источникам). Отопление было сделано паровым, полы вымощены метлахской плиткой, углы закруглены.
По косвенным данным, на тимпане щипца здания находилась мозаичная икона Богоматери с книгой в руках, которая была обнаружена в 2012 году в доме на Невском проспекте.
С 1944 года в здании разместилась Государственная Морская академия имени С. О. Макарова.

## Галерея
- Николай Мокеевич Брусницын
- Елена Ивановна Брусницына